# Odissea (Livio Andronico)
(Livio Andronico, Odusia, 1)
L'Odusia era una versione latina dell'omonimo poema omerico, composta in versi saturni dal poeta Livio Andronico.

## L'opera
L'opera, una traduzione latina dell'Odissea di Omero di cui si conservano solamente trentasei frammenti, costituisce la prima testimonianza letteraria dell'epica latina.
Il genere epico era tuttavia già presente a Roma, seppure in forma non letteraria, ma orale, come testimonia la diffusione dei carmina convivalia, canti eroici volti a celebrare la storia di Roma o di una singola gens. Essi permisero la formazione di un vasto patrimonio epico nazionale, formato da numerose storie e leggende che furono poi rielaborate in età letteraria per confluire in opere come, ad esempio, quelle di Nevio, Ennio o Virgilio.
Tuttavia, il primo testo epico in lingua latina non fu, dunque, una creazione originale, ma la traduzione dell'Odissea di Omero, che era, assieme all'Iliade, il principale poema epico greco. Livio Andronico era infatti di nascita e cultura greca, ma aveva avuto modo, in lunghi anni di permanenza a Roma, di conoscere a fondo la cultura e le tradizioni latine. Con la composizione dell'Odusia, Livio Andronico intendeva creare un'opera destinata ad un uso pratico e scolastico, su cui si potessero formare i giovani esponenti delle famiglie dell'aristocrazia romana. Infatti, egli stesso era un grammaticus e, probabilmente, si servì del testo tradotto per insegnare agli allievi a raffrontarlo con l'originale greco.
Il linguaggio utilizzato da Livio Andronico è necessariamente composito e comprende calchi di termini greci (come il titolo stesso) e neologismi, ma in gran parte si ricollega al latino degli annales pontificum e dei carmi religiosi o celebranti le glorie delle gentes aristocratiche; conseguentemente, molti dei vocaboli utilizzati dovevano essere poco familiari ai lettori e appartenevano ad un lessico alto e solenne. Grande merito di Livio Andronico è la vera e propria creazione dal nulla della traduzione intesa come opera letteraria a sé stante. La sua traduzione venne presa a modello dai poeti successivi, ponendo le basi per una poesia epica latina originale.
La traduzione mise a disposizione di quei romani che non conoscevano il greco un panorama mitologico totalmente nuovo, segnando così l'abbandono di gran parte della mitologia autoctona e contribuendo al processo di identificazione del pantheon romano con quello greco. Rispetto al modello greco, c'è sia emulazione sia libertà d'azione. Infatti, Livio Andronico si trovò di fronte al problema di non avere una tradizione epica romana su cui basare il linguaggio della sua traduzione. Dietro alla redazione dei poemi omerici vi erano i secoli di diffusione orale degli aedi, che ne avevano fissato i canoni stilistici, mentre la cultura latina precedente non aveva nulla di simile cui il poeta potesse attingere. Per questo l'unico spunto utilizzato dall'autore furono gli annali tenuti dai pontefici e i carmi religiosi arcaici. L'imitazione si estese anche all'uso nei carmi di parallelismi per blocchi contrapposti, caratteristica delle composizioni che facevano uso del saturnio, e nell'abbondanza di allitterazioni. Altre caratteristiche prettamente romane presenti nel testo sono i continui parallelismi e il pathos quasi opprimente, che dà un tono quasi oracolare all'opera.
Inoltre, particolare è l'invocazione nel proemio alla Camena, divinità italica protettrice delle fonti e, secondo la tradizione, ispiratrice, al posto della più comune musa greca.
L'iniziativa di Livio Andronico ebbe insieme finalità letterarie e più genericamente culturali; egli rese disponibile ai romani un testo fondamentale della cultura greca, anche se i romani più colti già leggevano Omero nell'originale. L'Odusia ebbe fortuna come testo scolastico, anche quando la sua lingua e ancor più il verso saturnio erano irrimediabilmente obsoleti; ce lo riferisce Orazio, quando si lamenta di essere stato costretto a suon di nerbate dal suo maestro Orbilio ad impararla a memoria. Livio Andronico stesso era maestro di scuola e, con il suo lavoro, riuscì insieme a divulgare la cultura greca a Roma e a far progredire la cultura letteraria in lingua latina.

## Edizioni e traduzioni
- Fragmenta, collegit M. Lenchantin De Gubernatis, Augustae Taurinorum, in aedibus Io. Bapt. Paraviae, 1937.
- Odusia, Introduzione, edizione critica e versione italiana [a cura di] Enrico Flores, Napoli, Liguori, 2011.
- Poeti latini arcaici, vol. 1, Livio Andronico, Nevio, Ennio, a cura di Antonio Traglia, Torino, Unione tipografico-editrice torinese, 1986.